# John Frey
John Frey (* 1. Dezember 1958) ist ein ehemaliger US-amerikanischer Radrennfahrer und nationaler Meister im Radsport.

## Sportliche Laufbahn
Frey war im Straßenradsport, im Bahnradsport und im Querfeldeinrennen (heutige Bezeichnung Cyclocross) aktiv. 1987 gewann er die Goldmedaille bei den Panamerikanischen Spielen im Mannschaftszeitfahren mit Kent Bostick, Andrew Paulin und Steve Hegg. 1988 gewann er die nationale Meisterschaft im Einzelzeitfahren. Auch im Bahnradsport konnte er nationale Titel im Zeitfahren gewinnen. In der Tour de l’Avenir 1988 kam er auf den 94. Rang. In den 1990er Jahren konzentrierte er sich auf Querfeldeinrennen. Frey wurde als Senior 2023 mit einer Sperre wegen Dopings belegt.